# IPhone 11
L'iPhone 11 és un telèfon intel·ligent dissenyat, desenvolupat i comercialitzat per l'empresa Apple Inc. Forma part de la tretzena generació d'iPhone a un preu baix, seguint l'èxit de l'iPhone XR. Altres models d'aquesta generació són l'iPhone 11 Pro, Pro Max i l'iPhone SE (2a generació). Va ser presentat el 10 de setembre de 2019 al Teatre de Steve Jobs de l'Apple Park de la mà del model iPhone 11 Pro, que és de gamma alta. Les comandes anticipades van començar el 13 de setembre de 2019 i el telèfon es va llançar oficialment el 20 de setembre, un dia després del llançament públic oficial d’iOS 13.
Si es compara amb l'iPhone XR, veiem que, la seva mida és la mateixa però els canvis principals són el xip Apple A13 Bionic, un acabat mat, nova gamma de colors i un sistema de càmera dual ultra ampla.   Tot i que l'iPhone 11 Pro ve amb un carregador ràpid de 18 W Lightning a USB-C, l'iPhone 11 inclou el mateix carregador de 5 W que es va trobar en els iPhone anteriors, tot i que el carregador de 18 W és compatible amb ambdós models.

## Història
Els detalls sobre el telèfon intel·ligent es van divulgar àmpliament abans del llançament oficial. Van sortir a la llum molts rumors de les especificacions completes i representacions de el telèfon, molts dels quals van resultar ser certs, com ara els avenços en la càmera i la contenció del disseny 'osca' al voltant de la càmera frontal, que ja trobem en dispositius anteriors. A inicis d'any, ja es va filtrar informació i es van donar a conèixer possibles característiques de l'iPhone 11. Una patent presentada per Apple va donar a entendre un nou disseny de càmera. El disseny que havia sortit a la llum no s'assemblava al que tenia realment el dispositiu. No va ser fins a l'abril - maig, que van aparèixer imatges que ja s'assimilaven més al real. La invitació oficial a l'esdeveniment enviada als desenvolupadors, que contenia un gràfic amb un logotip d'Apple de vidre de colors en capes, va suggerir nous colors pel telèfon. Així, les especulacions es van centrar en temes sobre la càmera, la gamma de colors i la bateria.

## Disseny

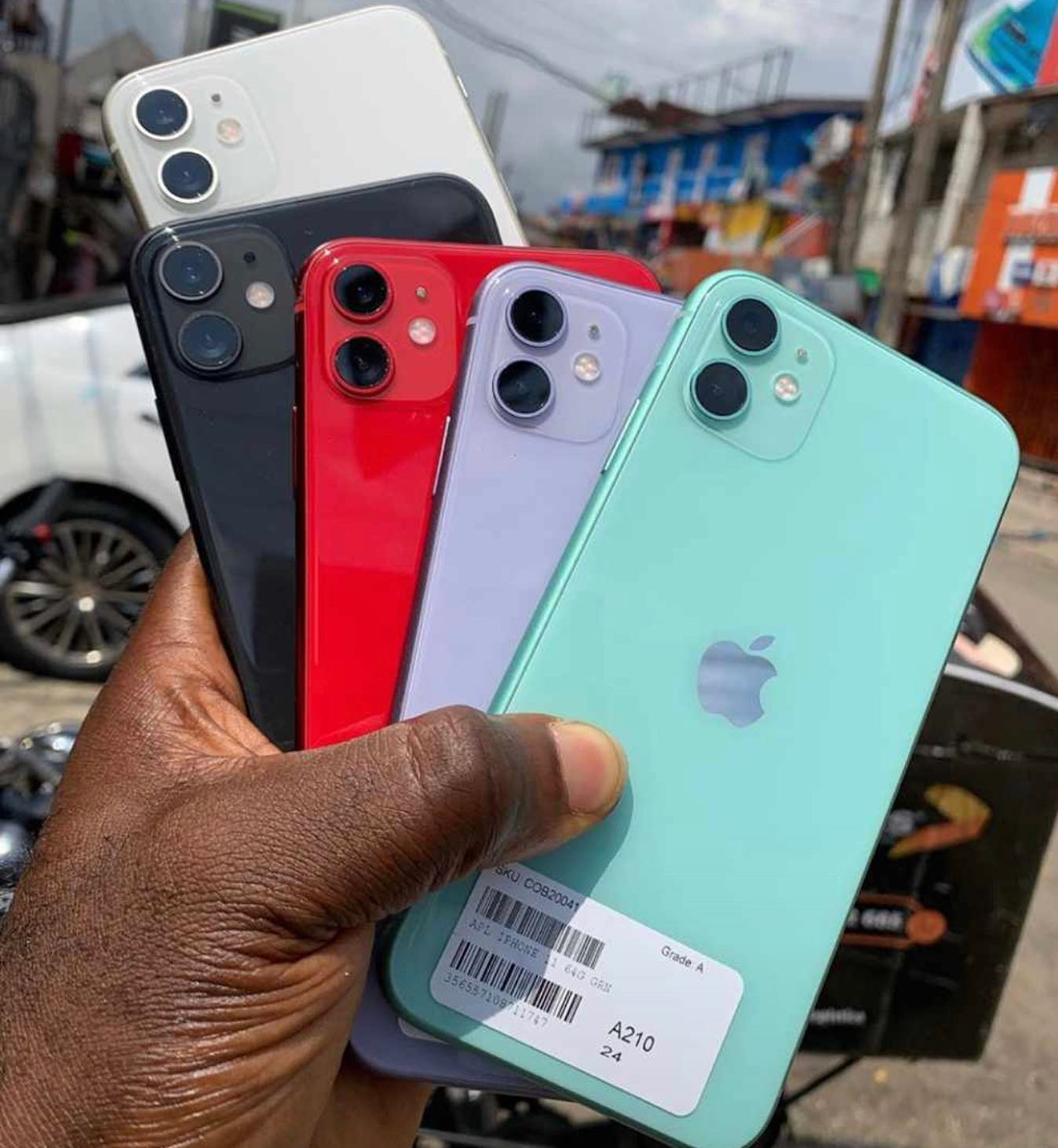
Tots els colors de l'iPhone 11 excepte el groc

L'iPhone 11 està disponible en sis colors: porpra, groc, verd, negre, blanc i product Red (vermell). Aquest últim està associat amb l'empresa "Red", que pretén involucrar el sector privat en l'ajuda per a eliminar el VIH/SIDA en vuit països d'Àfrica. D'aquesta manera, la gamma de colors s'amplia lleugerament. A la part devantera del sistema de càmeres i altaveus TrueDepth, hi ha una osca similar a la del seu predecessor, l'iPhone XR. Hi ha un cop a la part posterior de les càmeres i del flaix de la mateixa mida que a l’iPhone 11 Pro, tot i que l’iPhone 11 només té dues càmeres en comparació amb les tres càmeres del Pro.  A més, l'iPhone 11 té una carcassa de la càmera posterior de vidre mat i una part posterior de vidre brillant mentre que, l'iPhone 11 Pro, té una carcassa de la càmera posterior de vidre brillant i una part posterior de vidre mat. Canvia la posició del logotip de la poma i és absent la paraula iPhone a la part posterior, cosa novedosa en relació als models anteriors. Aquest element també l'observem a l'iPhone SE de 2a generació.

### Mida
Com ja hem comentat, la mida d'aquest és igual que la del seu predecessor, l'iPhone XR, i és de 15'09cm. És relativament més gran que l'iPhone 11 Pro però és més petit que l'iPhone 11 Pro Max. Tot i així, la mida dels 3 models és bastant gran. Presenta una pantalla en què la seva diagonal és de 6'1 polzades, que equivaldrien aproximadament a 155mm. Les dimensions del dispositiu són: 15,09 cm de llargada, 7'57cm d'amplada i 0'83cm de gruix.

### Maquinari (hardware)
L'iPhone 11, juntament amb l'iPhone 11 Pro, utilitza el processador Aion Bionic d' Apple, que conté un motor neuronal de tercera generació. Té tres opcions d’emmagatzematge intern: 64 GB, 128 GB i 256 GB. També té 4 GB de RAM, a diferència de l'iphone 11 Pro i Pro Max, que disposen de 6GB de RAM. Té una resistència a l'aigua fins a 2 metres sota l'aigua durant 30 minuts. Resistència a l'aigua i a la pols de qualificació IP68. Tot i això, la garantia del fabricant no cobreix els danys causats per líquids. A més, com els iPhones anteriors, tots dos telèfons no tenen un connector per a auriculars i inclouen EarPods amb cable amb un connector Lightning. L'iPhone 11 és el primer telèfon intel·ligent amb maquinari de banda ampla incorporat mitjançant el seu xip Apple U1.

### Pantalla
L'iPhone 11 té una pantalla LCD IPS de 15,5 cm (6,1"), a diferència dels models Pro que tenen pantalles OLED. A més, presenta una pantalla Liquid Retina HD, que bàsicament es fabrica utilitzant una pantalla de vidre líquid (LCD), sistema bastant antic. Aquesta, va permetre una major precisió de color amb una alta relació de brillantor i contrast que permet mostrar una àmplia gamma de colors en imatges i vídeos d'alta definició.
La resolució és de 1792 × 828 píxels (1,5 megapíxels a 326 ppi) amb una brillantor màxima de 625 nits, que és l'habitual i una relació de contrast de 1400: 1, que són l'habitual. També, admet HDR10, True-Tone i Dolby Vision, que és un format de lliurament i domini de contingut similar al perfil multimèdia HDR10. Igual que amb l’iPhone 11 Pro, XR, XS i X, la pantalla té una osca a la part superior del sistema de càmera.
Així mateix, la pantalla té un recobriment oleofòbic resistent a les empremtes digitals. Apple va anunciar el setembre de 2019 que tant l'iPhone 11 com l'iPhone 11 Pro mostrarien una notificació d'advertència si es substituïa una pantalla per una part no autoritzada. Es va afirmar que podrien sorgir problemes amb el telèfon si s'utilitzessin procediments o parts incorrectes durant el procés de reparació.
La pantalla de l'iPhone 11 té les cantonades arrodonides, fet que reforça el disseny corb del telèfon. Aquestes cantonades es troben dins d'un rectangle estàndard.

### Càmera
L'iPhone 11 porta una càmera posterior de 12 MPx de doble lent amb coberta de lent de cristall safir. Hi ha un objectiu gran angular ƒ/2,4 amb un camp de visió de 120 graus i zoom òptic de x2 i un objectiu gran angular ƒ/1,8. Disposa a més, d'ultra gran angular i zoom digital fins a x5.
Presenta el mode retrat ("bokeh avançat") en què et permet controlar la profunditat i utilitzar 6 efectes d'il·luminació diferent: llum natural, llum d'estudi, llum de contorn, llum d'escenari mono i llum en clau alta mono. A més, disposa d'un mode nocturn automàtic que permet realitzar fotografies més brillants i amb soroll reduït en entorns amb poca lluminositat.
La càmera proporciona estabilització òptica de la imatge, correcció automàtica d'ulls vermells i HDR intel·ligent d'última generació.
Pel que fa a les novetats destacades, trobem una roda de desplaçament que et possibilita l'opció de triar entre els diferents objectius i una funció que s'anomena "QuickTake". Aquesta bàsicament es tracta d'una manera més ràpida per a grabar vídeos: simplement s'ha de prémer llargament el botó per a disparar una fotografia.
És capaç de grabar vídeos 4K fins a 60 fps i vídeos 1080p a 30 o 60fps. Alhora, permet realitzar vídeos a càmera lenta de 1080p fins a 240 fps. El dispositiu també conté una funció de zoom d'àudio que centra l'àudio en l'àrea que s'està ampliant, de manera similar al model Pro. Permet realitzar fotografies de 8MPx quan s'està grabant en 4K. Altres característiques de la gravació són: enfocament automàtic continu, Flash True Tone més lluminós i gravació en format HEVC i H.264.
L'iphone 11 té una càmera frontal de 12 MPx que permet una obertura de ƒ/2,2. Diposa dels mateixos filtres i modes de retrat que la càmera posterior. Presenta un rang dinàmic ampli per a realitzar vídeos a 30fps. Els vídeos a càmera lenta, a diferència de la càmera posterior, es poden realitzar a 1080p fins a 120fps. Així mateix, té la funció de reconeixement facial a través de la càmera TrueDepth.

### Programari (software)
L'iPhone 11 es subministrava amb iOS 13,  que inclou Siri, Face ID, Apple Pay i és compatible amb Apple Card. A partir del 16 de setembre de 2020, l’iPhone 11 ja és compatible amb iOS 14 .

### Altres característiques
Pel que fa a la bateria, la seva durada és d'unes 17 hores en reproducció de vídeo, 10 hores en reproducció de vídeo (streaming) i 65 hores en reproducció d'àudio. Presenta una opció de càrrega ràpida en què es carrega màxim fins a un 50% en mitja hora a través d'un adaptador de 20 W o superior.
Tot i que l'iPhone 11 Pro ve amb un carregador ràpid de 18 W Lightning a USB-C, l'iPhone 11 inclou el mateix carregador de 5 W que es va trobar en els iPhone anteriors, tot i que el carregador de 18 W és compatible amb ambdós models.

## Recepció
L'iPhone 11 va obtenir crítiques generalment positives després del seu llançament. En general, les ressenyes van elogiar el rendiment, la durada de la bateria i les càmeres del telèfon, tot i que van criticar la pantalla com a transitable. Segons estudis realitzats per Counterpoint Research, va ser el segon model més venut a nivell mundial al llarg del 2019, en menys de quatre mesos de llançament.

## Controvèrsia

### Adaptador de corrent i EarPods
Apple, mitjançant una iniciativa mediambiental, ha retirat els EarPods i l'adaptador de corrent de totes les noves caixes d'iPhone a partir d'octubre de 2020, inclòs l'iPhone 11. S'afirma que l'eliminació d'aquests articles permetrà reduir els residus electrònics i permetre una caixa d'iPhone més petita, cosa que permetrà disposar de més dispositius que es transportin simultàniament per disminuir la petjada de carboni. Tot i això, Apple ara inclou un cable USB-C a Lightning, incompatible amb els adaptadors d’alimentació USB-A existents que Apple subministrava prèviament amb els seus dispositius. Els actualitzadors poden utilitzar els cables i adaptadors d’alimentació de l’iPhone existents, però els usuaris que vulguin carregar ràpidament hauran de comprar un adaptador d’alimentació USB-C per separat

## Cronologia models iPhone
Fonts: Biblioteca comunicat de premsa d'Apple